# Millbrook (Illinois)
Millbrook es una villa ubicada en el condado de Kendall en el estado estadounidense de Illinois. En el Censo de 2010 tenía una población de 335 habitantes y una densidad poblacional de 62,21 personas por km².

## Geografía
Millbrook se encuentra ubicada en las coordenadas 41°36′18″N 88°32′42″O / 41.60500, -88.54500. Según la Oficina del Censo de los Estados Unidos, Millbrook tiene una superficie total de 5.38 km², de la cual 5.38 km² corresponden a tierra firme y (0%) 0 km² es agua.

## Demografía
Según el censo de 2010, había 335 personas residiendo en Millbrook. La densidad de población era de 62,21 hab./km². De los 335 habitantes, Millbrook estaba compuesto por el 97.01% blancos, el 0.9% eran afroamericanos, el 0% eran amerindios, el 0.3% eran asiáticos, el 0% eran isleños del Pacífico, el 0% eran de otras razas y el 1.79% pertenecían a dos o más razas. Del total de la población el 1.49% eran hispanos o latinos de cualquier raza.